# Matériaux philosophiques et scientifiques pour un matérialisme contemporain

Matériaux philosophiques et scientifiques pour un matérialisme contemporain est un ouvrage collectif qui met à jour et actualise des articles édités individuellement dans plusieurs médias ayant pour objectif de proposer des "matériaux" permettant une réactualisation du matérialisme. Et ce, pour au moins trois raisons essentielles ,  : 
- Rendre hommage à Mario Bunge, scientifique et philosophe, et à son œuvre[3],
- Les dernières avancées scientifiques dans les domaines de la biologie, de l'évolution et de la cladistique, de l'écologie, de la mécanique quantique, de la cognition et des neurosciences, etc. obligent à réinterroger les bases philosophiques de ce courant de pensée.
- Les tentatives de diminution du périmètre d'étude de la science ainsi que les velléités de recul de son domaine d'intervention dans la société, ayant pour entre autres raisons : 
  - Le laxisme ambiant face aux poussées idéalistes ou spirituelles conjuguées,
  - Les pratiques para scientifiques, pseudo scientifiques voire anti science,
  - La spécialisation des disciplines dont les contenus deviennent difficilement échangeables,
  - La réduction des investissements dans la recherche, l'université et la transmission et le partage des savoirs tout au long de la vie vers le citoyen.

Le propos rigoureux est à la croisée des chemins scientifiques, ontologique, épistémologique et philosophique.
L'ouvrage dresse l'importante bibliographie scientifique et philosophique de l’œuvre de Mario Bunge.
« Si le matérialisme actuel diffère profondément du matérialisme primitif par les récentes découvertes scientifiques [.], si notre connaissance des choses prend une orientation plus expérimentale, plus prudente, et moins spéculative [.] la philosophie matérialiste représente [.] une lutte irrésistible de l'intelligence audacieuse et méthodique refoulant l'inconnu et les terreurs mythiques des premiers âges »

, .

## Le sommaire
L'ouvrage est organisé autour de 6 thèmes. Les problématiques actuelles de chaque thème sont détaillées en différents chapitres :
Tome 1
1. Philosophie du matérialisme ;
2. Matérialisme, Niveaux, Réductionnisme, Émergence ;
3. Philosophie de la physique ;
4. Philosophie de la biologie ;

Tome 2
1. Anthropologie philosophique ;
2. Philosophie de l'esprit et des sciences cognitives

Conclusion

## Les thèmes et leurs problématiques actuelles
En introduction est présentée "l'unité plurielle" du matérialisme : 
- Le matérialisme comme axiome épistémique : Il est la doctrine ontologique stipulant que les entités constitutives du monde sont matérielles, autrement dit qu'il n'existe pas d'entités immatérielles en tant que constituants. C'est la réduction de l'"exubérance ontologique" qui consiste à considérer, après un processus de transformation théorico - empirique, des possibles (ce qui pourrait être) en plausibles (ce qui est, probablement)[7].
- Le matérialisme comme méthodologie et le matérialisme comme ontologie (la matériologie). Le degré de scepticisme est calé entre le doute et le scepticisme radical[8].
- Le matérialisme est effectif s'il est moniste, réaliste, scientifique car il y a "coévolution" de la science et du matérialisme. Les propositions de Émile Meyerson et de Willard Van Orman Quine sont évoquées[9].
- Le matérialisme est émergentiste et systémiste[10].

### Philosophie du matérialisme
Un matérialisme réductionniste quant aux "objets", aux entités et processus du monde, mais non éliminativiste quant aux propriétés.
Le statut du matérialisme : ontologique, épistémologique, méthodologique nécessite l'examen des options portées par le réalisme, le déterminisme, le réductionnisme et l'émergentisme.

### Matérialisme, Niveaux, Réductionnisme, Émergence
Les différentes formes du matérialisme avec les problématiques posées par : 
- la théorie des unités de niveau d'intégration,
- la réduction l'émergence, les niveaux de réalité,
- le réductionnisme scientifique et le matérialisme éliminativiste,
- le réductionnisme conservatif : conserver les sciences spéciales par réduction,
- le réductionnisme "nouvelle vague" de John Bickle,
- la réalité des états compatibles inobservables : cas de l'entropie, inobservable de la thermodynamique.

### Philosophie de la physique
La physique théorique est conduite à travailler sur et avec des notions "problématiques" telles que : cause, déterminisme, matière, temps, etc. Notions que la philosophie a investi en même temps que la théorie physique elle-même en tant qu'objet d'étude.
Il y a une physique mais plusieurs épistémologies : le cas de la mécanique quantique est exemplaire. Sa précision et son pouvoir prédictif et ses interprétations sont débattues et donnent naissance à des "ontologies inconciliables". 
Le matérialisme n'impose pas une ontologie "chosiste" et ne doit pas permettre les ontologies revigorant les conceptions idéalistes, ou antiréalistes qui ne pourront pas être intégrées dans le tableau général des objets désignables par les sciences aux niveaux d'intégration successifs de la matière.

### Philosophie de la biologie
Deux questions bien actuelles : 
- Penser la singularité du vivant dans un cadre matérialiste,
- Faut-il éliminer le concept d'émotion : L'approche naturaliste de Paul Griffiths.

### Anthropologie philosophique
La question des bases d'une réflexion que chacun peut développer sur les caractérisations de l'agir humain en termes de déterminisme, d'indéterminisme et de la liberté.
- les théories bio-anthropologiques à la lumière de la psychologie évolutionniste et de la théorie de l'évolution en évitant les pièges traditionnels de l'anthropologie culturaliste et de la sociobiologie génocentrique.
- matérialismes et déterminismes en sciences sociales,
- libre volonté et déterminisme modéré dans la philosophie de Daniel Denett[16].

### Philosophie de l'esprit et des sciences cognitives
Domaine qui a longtemps baigné dans la psychologie idéaliste, ce sont les positions physicaliste et matérialiste qui dominent aujourd'hui.
- Les réticences à l'encontre du projet de naturalisation des processus cognitifs et la proposition hétérodoxe d'un matérialisme pluriel.
- La théorie de l'identité cerveau esprit à compléter de manière substantielle pour éviter l'élimination du niveau psychologique au seul profit du niveau neurologique.
- Un neurobiologiste et un éthologue plaident pour un monisme matérialiste des manifestations psychiques du cerveau en insistant sur l'étude de l'ontogénie et de la phylogénie du cerveau humain.
- Le difficile problème de la réduction des états mentaux aux états du cerveau pour tenir compte de leur effectivité causale. L'hommage  au philosophe des sciences Jaegwon Kim.

### Conclusion
Elle pose les conditions pour une synonymie entre science et matérialisme en rappelant les apports de l’œuvre de Mario Bunge. L'attitude à adopter face aux para sciences, pseudo sciences voire anti science et les clauses pragmatiques explicites de limitations des élongations et des contractions permises du périmètre de la science.
Elle rappelle le double engagement du personnel en science : 
- Ontologique : le choix du cadre conceptuel de l'exploration du réel ;
- Axiologique : La science comme moyen exclusif d'atteindre une connaissance du réel et comme but majeur de la culture.

Ce chemin rigoureux oblige à statuer sur : 
- certains objets et catégories scientifiques comme : causalité, réduction, émergence, téléologie, vie, conscience, infini, univers, etc.
- des réquisits standards de la science tels que : parcimonie, prédictibilité, simplicité, complexité, réfutabilité, et... beauté d'une théorie.
- les « "taudis ontologiques" et "possibles inactualisés" » que la science doit traiter.

L'idée nodale du matérialisme est : « rien de ce qui existe n'est indépendant de la matière immanente. Les entités, telles que les symboles, les concepts, sont occurrentes si et seulement si un substrat matériel leur préexiste. [.] l'ensemble des entités admissibles (matérielles ou nécessitant un substrat matériel) [doivent être] dénombrées, décrites, exemplifiées et validées au moyen de la démarche scientifique [qui est précisément et pratiquement décrite dans l'ouvrage] ». La science ayant pour mission : 
1. le dénombrement des entités,
2. la classification des entités,
3. l'attribution aux entités d'un brevet d'existence ou de non-existence quitte à revoir, selon la méthode scientifique, les désignations, les dénotations pour "dire ce qui est".